# Équipe de Guinée des moins de 17 ans de football
Maillots
L'équipe de Guinée des moins de 17 ans est une sélection de joueurs de moins de 17 ans au début des deux années de compétition placée sous la responsabilité de la Fédération de Guinée de football. 
Ses meilleurs résultats dans les compétitions internationales sont une quatrième place à la Coupe du monde des moins de 17 ans en 1985 et la finale de la coupe d'Afrique des moins de 17 ans en 2019.

## Parcours en Coupe d'Afrique des nations des moins de 17 ans
- 1995 :  3e
- 1997 : 2e tour
- 1999 : 1er tour
- 2001 :  Finaliste (mais la Guinée fut déclassée par la FIFA pour intervention gouvernementale au sein de la fédération de Guinée de football)
- 2003 : 1er tour
- 2005 : 1er tour
- 2007 : 1er tour
- 2009 : phases de groupe
- 2011 : 1er tour
- 2013 : 1er tour
- 2015 :  3e
- 2017 :  3e
- 2019 :  Finaliste
- 2023 : Non participants

## Parcours en Coupe du monde des moins de 17 ans
- 1985 : 4e
- 1987 : Non qualifiée
- 1989 : 1er tour
- 1991 : Non qualifiée
- 1993 : Non qualifiée
- 1995 : 1er tour
- 1997 : Non qualifiée
- 1999 : Non qualifiée
- 2001 : Non qualifiée
- 2003 : Non qualifiée
- 2005 : Non qualifiée
- 2007 : Non qualifiée
- 2009 : Non qualifiée
- 2011 : Non qualifiée
- 2013 : Non qualifiée
- 2015 : 1er tour
- 2017 : 1er tour
- 2019 : Disqualifiée[1].
- 2023 : Non participant

## Joueurs connus
- Abdoul Salam Sow
- Mamadou Saliou Diallo
- Morlaye Soumah
- Ousmane Bangoura
- Mohamed Lamine Sylla
- Ousmane N'Gom Camara
- Cheick Ahmed Tidiane chérif
- Mohamed Soumah betega